# بشتين (حومة لنجة)
بشتین (بالفارسية: بشتین) هي قرية تقع في إيران في مهران. يقدر عدد سكانها بـ 27 نسمة .